# Embalse de Merowe
El embalse de Merowe, también conocido como Merowe Multi-Purpose Hydro Project o Embalse de Hamdab, es un gran embalse situado en el río Nilo, cerca de la ciudad de Merowe, al norte de Sudán.
Se encuentra cerca de la Cuarta Catarata del Nilo, donde el río se divide en varios brazos que albergan diversas islas.  La localidad de Merowe se encuentra a 40 km aguas abajo de la presa, en una zona completamente desértica. La presa,  el proyecto hidroeléctrico más grande de África, se halla a 350 km al norte de Jartum.

## Características
La presa tiene una longitud de 9 km y una altura de 67 m. Está dividida en dos partes a ambos lados de la central hidroeléctrica y el corazón de la presa, de 883 m de anchura y 67 m de altura, más una zona de desagüe de 300 m de anchura con las turbinas. La zona occidental (a la izquierda del río), tiene una longitud de 1590 m y una altura de 50 m; la oriental, una longitud de 4300 m y una altura de 53 m. Ambas están construidas con grandes rocas de hormigón, a modo de escollera revestida de cemento.
El embalse tiene una capacidad de 12,5 km³, un 20 por ciento del caudal anual del río. El nivel de agua previsto en el pantano se estima en unos 300 m, mientras que el río, tras la presa, se halla a 265 m sobre el nivel del mar. La extensión prevista del embalse es de 174 km, con una superficie de unos 700 km².
La presa está equipada con 10 turbinas Francis de 125 MW cada una, diseñadas para una descarga de 300 m³/s. La enorme producción de electricidad ha hecho que la red eléctrica de Sudán se extienda unos 500 km a través del desierto de Bayuda hasta Atbara y Omdurman/Jartum, así como unos 1000 km hacia el este, hasta Puerto Sudán, y a lo largo del río hasta Merowe, Dabba y Dongola.

## Construcción
Los contratos de construcción fueron firmados entre 2002 y 2003 con las empresas China National Water Resources and Hydropower Engineering Corp., que construyó la presa; la alemana Lahmeyer International, que realizó el proyecto; la francesa Alstom, que construyó las turbinas, y la china Harbin Power Engineering Company, que construyó las líneas eléctricas.
Las obras se iniciaron en 2004. En 2005, se había acabado la orilla izquierda; en 2006, empezó a producirse electricidad, y, en 2009, la presa se inauguró y se alcanzó el máximo rendimiento.
El costo de la obra fue de 1200 millones de dólares; el 45%, la presa; el 25%, el equipamiento técnico, y el 30%, el sistema de transmisión eléctrica. La financiación la realizaron empresas de China (240 millones), Arabia Saudí (260 millones), de Omán (130 millones, Abu Dabi (85 millones), Kuwait (85 millones) y el gobierno de Sudán (400 millones).

## Aprovechamiento
El nivel de electrificación de Sudán es muy bajo, incluso para los estándares de la región. Solo alrededor de Jartum hay comunidades conectadas a la red nacional. En la zonas rurales, desconectadas, se usan generadores para poner en marcha las bombas de riego. En 2002, la capacidad de generación en Sudán era de 728 MW, un 55% de centrales térmicas y el resto hidroeléctrica. En 2004 se construyeron tres nuevas centrales térmicas en la capital para evitar los apagones, incrementando la capacidad hasta 1315 MW. La presa de Merowe, con 1250 MW dobla esta capacidad, y se calcula que a pleno rendimiento podría doblar su potencia.
La construcción del embalse obligó a desplazar a entre 50.000 y 70.000 personas aguas abajo del río. Existe un riesgo de levantamiento armado entre los nubios a causa de estos desplazamientos. Por otra parte, enfermedades como la esquistosomiasis y la malaria se incrementan al haber una superficie de agua tan extensa en un sitio tan caluroso.
Antes de que se construyera la presa se llevaron a cabo numerosos proyectos arqueológicos para rescatar los restos de interés que iban a quedar afectados por la subida de las aguas.
Sudán tiene el acuerdo con Egipto de dejar pasar el 82% del caudal del río, y retener solo el 18% del agua, en virtud de los tratados del Nilo acordados por los ingleses en 1959.